# Látóhatár Kör
Látóhatár Kör – a Temesvárt tanuló magyar főiskolások 1974-ben alakult irodalmi és tudományos önképzőköre. A Diákművelődési Házban tevékenykedtek. Ülései bemutatkozást, vitafórumot biztosítanak a tollforgató, verseket, elbeszéléseket, esszéket és tanulmányokat írogató egyetemisták számára. Másrészt bánsági, erdélyi és fővárosi szépírók, lapszerkesztők, művészek, tudósok és kutatók rendszeres meghívása, előadókénti felléptetése által a főiskolások ismeretkörének bővítését, általános műveltségi szintjének emelését, esztétikai ízlésének pallérozását, irodalomszeretetének állandó fokozását, anyanyelvi kultúrájának következetes ápolását és gazdagítását szolgálják.
Szellemi irányítója Bálintfi Ottó egyetemi tanársegéd. Egykori tagjai közül Bakk Miklós, Hajdu Zoltán, Mirisz Miklós, Salat Levente, Szabó László, Szabó Mónika, Toró T. Tibor és Visky András újságjaink, folyóirataink munkatársaivá, lapszerkesztőkké, költőkké, elbeszélőkké és szakírókká váltak. A diákalkotók mellett meghívott vendégekként írók, művészek szerepeltek.
A Látóhatár Kör tagsága minden tanévben immár hagyományosan felkeresi a Bega-parti város műemlékeit, irodalom- és helytörténeti jelentőségű épületeit, szobrait, síremlékeit.
1984-ben hatalmi szóval betiltották működését.
1990. február havában egy lelkes diákcsoport újjáalakította a kört azzal a céllal, hogy a különböző fakultások magyar hallgatóit általános művelődésükben támogassa s magyar beszéd- és fogalmazáskészségüket kialakítsa. Első vendégük, Kányádi Sándor tiszteletére művész-estet rendeztek, majd Memento Marosvásárhely címen dolgozták fel az 1990-es tragédiát. A következő előadásokon többek között az optimizmus-pesszimizmus, a döntésmechanizmus, a nukleáris kozmogónia, parajelenségek kérdése szerepelt, s elhangzott Toró Tibor reáliák és humaniórák egyeztetését célzó Anyag-antianyag-szimmetria fogalmának genézise és József Attila költészete c. előadása.